# Vertigo ovata
Vertigo ovata es una especie de molusco gasterópodo de la familia Vertiginidae en el orden Stylommatophora.

## Distribución geográfica
Es como especie nativa, endémica de Estados Unidos. Se le registró como especie no nativa en Argentina y Brasil.